# Премія імені Бялика

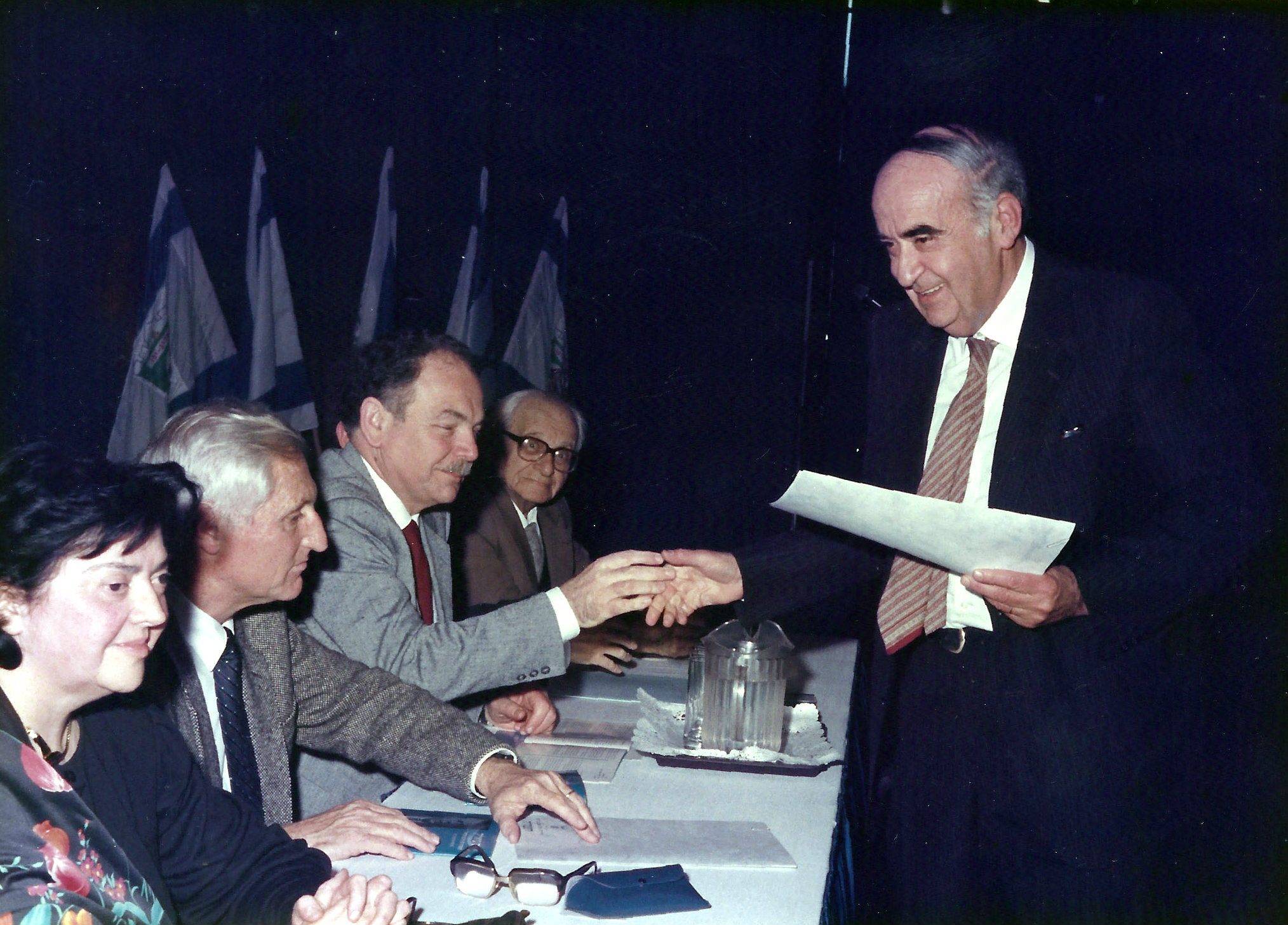
Шломо Мораґ отримує свою нагороду (1989 рік)

Літературна премія імені Хаїма Нахмана Бялика (івр. פרס ביאליק לספרות יפה ולחכמת ישראל) — літературна нагорода, яку вручає муніципалітет Тель-Авів—Яффа, Ізраїль, за значні досягнення в літературі івритом. Премію названо на честь Хаїма-Нахмана Бялика, і вручається вона з січня 1933 року. У премії є дві номінації — «Література» (івр. לספרות יפה) та «Єврейська мудрість» (івр. לחכמת ישראל). Премія спершу була щорічна, пізніше з перервами, у регламеті премії від 2015 року вказується, що премія має вручатися принаймні раз на 4 роки.

## Основні правила
1. Мета премії: заохочення творчості єврейських письменників та науковців, які проживають у Державі Ізраїль.
2. Форма нагороди та дата її вручення: премію буде вручено авторам найкращих робіт, написаних івритом та опублікованих за два роки до року нагородження (за єврейським календарем}. У номінації «Література» — три премії, одна з них — для дітей. У номінації «Єврейська мудрість» — дві премії. Нагорода оголошується на публічній церемонії якщо можливо, ближче до дати народження Хаїма Нахмана Бялика.
3. Присудження премії: журі може присудити її за результатами життєвої діяльності письменника чи дослідника, і не обов'язково за якусь одну книгу. З 2015 року премію можна отримати тільки один раз за життя[1]. Приз не присуджується переможцю премії Ізраїлю.
4. Сума призу: 18 000 шекелів[2].

## Список лауреатів
| Рік  | У номінації «Література»                                                                                            | У номінації «Єврейська мудрість»                                                                        |
| ---- | --- | --- |
| 1933 | Двора Барон (івр. דבורה בארון) Матітьягу Шогам (івр. מתתיהו שוהם)                                                   | Єхезкель Койфман (івр. יחזקאל קויפמן) (також 1956)                                                      |
| 1934 | Шмуель Йосеф Агнон (івр. שמואל יוסף עגנון) (також 1950)                                                             | Хаїм Єгошуа Косовський (івр. חיים יהושע קוסובסקי)                                                       |
| 1935 | Аврагам Фрайман (івр. אברהם פריימן)                                                                                 | Беньямін Менаше Левін (івр. בנימין מנשה לוין)                                                           |
| 1936 | Давид Шімоні (івр. דוד שמעוני) (також 1949)                                                                         | Рафаель Патай (івр. רפאל פטאי) Моше Цві Сеґал (івр. משה צבי סגל) (також 1950)                           |
| 1937 | Яаков Штайнберґ (івр. יעקב שטיינברג)                                                                                | Аврагам Кагана (івр. אברהם כהנא)                                                                        |
| 1938 | Яків Каган (івр. יעקב כהן)                                                                                          | Барух Чізік (івр. ברוך צ'יזיק)                                                                          |
| 1939 | Ашер Бараш (івр. אשר ברש) Єгуда Бурла (івр. יהודה בורלא) (також 1954)                                               | Цві Руді (івр. צבי רודי) Мелех Заґородський (івр. מלך זגורודסקי)                                        |
| 1940 | Саул Черниховський (івр. שאול טשרניחובסקי) (також 1942)                                                             | Нафталі Герц Тур-Сінай (івр. נפתלי הרץ טור-סיני)                                                        |
| 1941 | Шалом Йосеф Шапіра (івр. שלום יוסף שפירא)                                                                           | Йосип Клаузнер (івр. יוסף קלויזנר) (також 1949)                                                         |
| 1942 | Хаїм Газаз (івр. חיים הזז) (також 1970) Саул Черниховський (івр. שאול טשרניחובסקי) (також 1940)                     | Нахум Слущ (івр. נחום סלושץ)                                                                            |
| 1943 | Агарон Кабак (івр. אהרון קבק)                                                                                       | Аврагам Полак (івр. אברהם פולק)                                                                         |
| 1944 | Єгуда Карні (івр. יהודה קרני) Шломо Цемах (івр. שלמה צמח)                                                           | Єрухам Фішель Лаховер (івр. ירוחם פישל לחובר)                                                           |
| 1945 | Яаков Фіхман (івр. יעקב פיכמן) (також 1953)                                                                         | Їцхак Бер (івр. יצחק בער)                                                                               |
| 1946 | Ґершон Шофман (івр. גרשון שופמן)                                                                                    | Єгуда Ґур-Ґразовський (івр. יהודה גור-גרזובסקי)                                                         |
| 1947 | Урі-Цві Ґрінберґ (івр. אורי צבי גרינברג) (також 1954 та 1977)                                                       | Шмуель Абба Городецький (івр. שמואל אבא הורודצקי)                                                       |
| 1948 | Макс Брод (івр. מקס ברוד)                                                                                           | Яаков Нахум Епштейн (івр. יעקב נחום אפשטיין)                                                            |
| 1949 | Давид Шімоні (івр. דוד שמעוני) (також 1936)                                                                         | Йосип Клаузнер (івр. יוסף קלויזנר) (також 1941)                                                         |
| 1950 | Шмуель Йосеф Агнон (івр. שמואל יוסף עגנון) (також 1934)                                                             | Моше Цві Сеґал (івр. משה צבי סגל) (також 1936)                                                          |
| 1951 | Зальман Шнеур (івр. זלמן שניאור)                                                                                    | Давид Бен-Гуріон (івр. דוד בן-גוריון) (також 1971)                                                      |
| 1952 | Іцхак Дов Берковіч (івр. יצחק דב ברקוביץ) (також 1965)                                                              | Хаїм Єгошуа Косовський (івр. חיים יהושע קוסובסקי) (також 1934)                                          |
| 1953 | Яаков Фіхман (івр. יעקב פיכמן) (також 1945)                                                                         | Іцхак Бен-Цві (івр. יצחק בן-צבי)                                                                        |
| 1954 | Єгуда Бурла (івр. יהודה בורלא) (також 1939) Урі-Цві Ґрінберґ (івр. אורי צבי גרינברג) (також 1947 та 1977)           | Нахман Авіґад (івр. נחמן אביגד)                                                                         |
| 1955 | Моше Шамір (івр. משה שמיר)                                                                                          | Міхаель Аві-Йона (івр. מיכאל אבי-יונה) Шмуель Єйвін (івр. שמואל ייבין)                                  |
| 1956 | Цві Віславський (івр. צבי וויסלבסקי)                                                                                | Єхезкель Койфман (івр. יחזקאל קויפמן) (також 1933)                                                      |
| 1957 | Натан Альтерман (івр. נתן אלתרמן)                                                                                   | Саул Ліберман (івр. שאול ליברמן)                                                                        |
| 1958 | не присуджувалася                                                                                                   | Моше Зільберґ (івр. משה זילברג)                                                                         |
| 1959 | Авраам Шльонський (івр. אברהם שלונסקי) Еліезер Штайнман (івр. אליעזר שטיינמן)                                       | Моше Майзліш (івр. משה מייזליש)                                                                         |
| 1960 | не присуджувалася                                                                                                   | Йосеф Бреславі (івр. יוסף ברסלבי)                                                                       |
| 1961 | Мордехай Бен-Єхезкель (івр. מרדכי בן יחזקאל)                                                                        | Мартін Бубер (івр. מרדכי מרטין בובר)                                                                    |
| 1962 | Барух Курцвайль (івр. ברוך קורצווייל)                                                                               | Йосеф Капах (івр. יוסף קאפח) (також 1973)                                                               |
| 1963 | не присуджувалася                                                                                                   | Єгошуа Ґутман (івр. יהושע גוטמן)                                                                        |
| 1964 | Йохевед Бат-Міріам (івр. יוכבד בת-מרים)                                                                             | Аврагам Яарі (івр. אברהם יערי)                                                                          |
| 1965 | Іцхак Дов Берковіч (івр. יצחק דב ברקוביץ) (також 1952)                                                              | Єгуда Рацабі (івр. יהודה רצהבי) (також 1979)                                                            |
| 1966 | Їсраель Ефрат (івр. ישראל אפרת) Залман Шазар (івр. זלמן שזר)                                                        | Шраґа Абрамсон (івр. שרגא אברמסון)                                                                      |
| 1967 | Шімон Галкін (івр. שמעון הלקין)                                                                                     | Абба Бендавід (івр. אבא בנדויד)                                                                         |
| 1968 | Езра Зусман (івр. עזרא זוסמן)                                                                                       | Ґецель Кресль (івр. גצל קרסל)                                                                           |
| 1969 | Агарон Реувені (івр. אהרון ראובני)                                                                                  | Ханох Альбек (івр. חנוך אלבק)                                                                           |
| 1970 | Хаїм Газаз (івр. חיים הזז) (також 1942)                                                                             | Нехемія Алоні (івр. נחמיה אלוני)                                                                        |
| 1971 | Амір Гільбоа (івр. אמיר גלבע)                                                                                       | Давид Бен-Гуріон (івр. דוד בן-גוריון) (також 1951)                                                      |
| 1972 | Аврагам Реґельсон (івр. אברהם רגלסון)                                                                               | Єшаягу Тішбі (івр. ישעיהו תשבי)                                                                         |
| 1973 | Аврагам Карів (івр. אברהם קריב) Аарон Мегед (івр. אהרן מגד)                                                         | Йосеф Капах (івр. יוסף קאפח) (також 1962)                                                               |
| 1974 | Їсраель Коген (івр. ישראל כהן)                                                                                      | Єгуда Комлош (івр. יהודה קומלוש)                                                                        |
| 1975 | Хаїм Ґурі (івр. חיים גורי)                                                                                          | не присуджувалася                                                                                       |
| 1976 | Єгуда Аміхай (івр. יהודה עמיחי) Єшурун Кешет (івр. ישורון קשת)                                                      | Беньямін Косовський (івр. בנימין קוסובסקי)                                                              |
| 1977 | Урі-Цві Ґрінберґ (івр. אורי צבי גרינברג) (також 1947 та 1954)                                                       | Гершом Шолем (івр. גרשם שלום)                                                                           |
| 1978 | Абба Ковнер (івр. אבא קובנר) Зельда (івр. זלדה שניאורסון-מישקובסקי)                                                 | Єгошуа Бен-Ар'є (івр. יהושע בן אריה) Агарон Мірський (івр. אהרון מירסקי)                                |
| 1979 | Аарон Аппельфельд (івр. אהרן אפלפלד) Авот Єшурун (івр. אבות ישורון)                                                 | Іцхак Рафаель (івр. יצחק רפאל) Єгуда Рацабі (івр. יהודה רצהבי) (також 1965)                             |
| 1980 | Дов Садан (івр. דב סדן)                                                                                             | Дан Мірон (івр. דן מירון)                                                                               |
| 1981 | Зрубавел Гілад (івр. זרובבל גלעד) Єгошуа Тан-Пай (івр. יהושע טן-פי)                                                 | Аврагам Евен-Шошан (івр. אברהם אבן-שושן) Зеев Вільнаі (івр. זאב וילנאי)                                 |
| 1982 | Натан Зах (івр. נתן זך)                                                                                             | Їсраель Левін (івр. ישראל לוין)                                                                         |
| 1983 | Нісім Алоні (івр. נסים אלוני) Озер Рабін (івр. עוזר רבין)                                                           | Ефраїм Елімелех Урбах (івр. אפרים אלימלך אורבך) Нехама Лейбовіч (івр. נחמה ליבוביץ)                     |
| 1984 | Єгошуа Бар-Йосеф (івр. יהושע בר-יוסף) Давид Шахар (івр. דוד שחר)                                                    | Мордехай Броєр (івр. מרדכי ברויאר)                                                                      |
| 1985 | Ханох Бартов (івр. חנוך ברטוב) Шломо Тані (івр. שלמה טנאי)                                                          | Гілель Барзель (івр. הלל ברזל) Девід Вайс Галівні (івр. דוד הלבני) Шломо Пінес (івр. שלמה פינס)         |
| 1986 | Іцхак Орпаз (івр. יצחק אוורבוך אורפז) Амос Оз (івр. עמוס עוז)                                                       | Езра Флайшер (івр. עזרא פליישר)                                                                         |
| 1987 | Моше Дор (івр. משה דור) Далія Равіковіч (івр. דליה רביקוביץ)                                                        | Ґершон Шакед (івр. גרשון שקד)                                                                           |
| 1988 | Натан Шахам (івр. נתן שחם)                                                                                          | Їсраель Ельдад (івр. ישראל אלדד) Цві Меір Рабіновіч (івр. צבי מאיר רבינוביץ')                           |
| 1989 | Авнер Трейнін (івр. אבנר טריינין) Аврагам Б. Єгошуа (івр. אברהם ב. יהושע)                                           | Шмуель Абрамські (івр. שמואל אברמסקי) Шломо Мораґ (івр. שלמה מורג)                                      |
| 1990 | Т. Кармі (івр. ט. כרמי) Пінхас Саде (івр. פנחס שדה) Натан Йонатан (івр. נתן יונתן)                                  | Менахем Дорман (івр. מנחם דורמן) Ар'є Кашер (івр. אריה כשר)                                             |
| 1991 | Самех Ізгар (івр. ס. יזהר)                                                                                          | Мордехай Альтшулер (івр. מרדכי אלטשולר) Натан Ротенштрайх (івр. נתן רוטנשטרייך)                         |
| 1992 | Ґабріель Прайль (івр. גבריאל פרייל)                                                                                 | не присуджувалася                                                                                       |
| 1993 | Давид Авідан (івр. דוד אבידן) Амалія Кагана-Кармон (івр. עמליה כהנא-כרמון)                                          | Йона Френкель (івр. יונה פרנקל) Моше Ідель (івр. משה אידל)                                              |
| 1994 | Ханох Левін (івр. חנוך לוין) Меїр Візелтір (івр. מאיר ויזלטיר)                                                      | Беньямін Пінкус (івр. בנימין פינקוס)                                                                    |
| 1995 | не присуджувалася                                                                                                   | не присуджувалася                                                                                       |
| 1996 | Єгудіт Гендель (івр. יהודית הנדל) Яаков Орланд (івр. יעקב אורלנד)                                                   | Аврагам Ґросман (івр. אברהם גרוסמן) Єгуда Лібес (івр. יהודה ליבס)                                       |
| 1997 | Єгошуа Кеназ (івр. יהושע קנז)                                                                                       | не присуджувалася                                                                                       |
| 1998 | Нуріт Ґоврін (івр. נורית גוברין) Ефраїм Кішон (івр. אפרים קישון) Ар'є Сіван (івр. אריה סיון)                        | Агарон Дотан (івр. אהרן דותן) Еліезер Ґолдман (івр. אליעזר גולדמן) Менахем Гаран (івр. מנחם הרן)        |
| 1999 | Агарон Альмоґ (івр. אהרן אלמוג) Йорам Канюк (івр. יורם קניוק) Нуріт Зархі (івр. נורית זרחי)                         | не присуджувалася                                                                                       |
| 2000 | не присуджувалася                                                                                                   | не присуджувалася                                                                                       |
| 2001 | не присуджувалася                                                                                                   | не присуджувалася                                                                                       |
| 2002 | Хаїм Беер (івр. חיים באר) Мая Бежерано (івр. מאיה בז'רנו) Йоель Гофман (івр. יואל הופמן) Міріам Рот (івр. מרים רות) | Дов Ной (івр. דב נוי) Їсраель Та-Шма (івр. ישראל תא-שמע) Їсраель Юваль (івр. ישראל יובל)                |
| 2003 | не присуджувалася                                                                                                   | не присуджувалася                                                                                       |
| 2004 | Давид Гроссман (івр. דויד גרוסמן) Хая Шенгав (івр. חיה שנהב) Ефраїм Сідон (івр. אפרים סידון)                        | Моше Косовський (івр. משה קוסובסקי) Мендель Пайкаж (івр. מנדל פייקאז') Уріель Сімон (івр. אוריאל סימון) |
| 2005 | не присуджувалася                                                                                                   | не присуджувалася                                                                                       |
| 2006 | Рут Альмоґ (івр. רות אלמוג) Рахель Халфі (івр. רחל חלפי) Урі Орлев (івр. אורי אורלב)                                | Йосеф Ґорні (івр. יוסף גורני) Хава Турнянскі (івр. חוה טורניאנסקי)                                      |
| 2007 | не присуджувалася                                                                                                   | не присуджувалася                                                                                       |
| 2008 | Одед Бурла (івр. עודד בורלא) Їсраель Еліраз (івр. ישראל אלירז) Ешаягу Корен (івр. ישעיהו קורן)                      | Езра Мендельсон (івр. עזרא מנדלסון) Давид Віталь (івр. דוד ויטל)                                        |
| 2009 | не присуджувалася                                                                                                   | не присуджувалася                                                                                       |
| 2010 | Леа Ейні (івр. לאה איני) Шломіт Коген-Асіф (івр. שלומית כהן-אסיף) Мордехай Ґельдман (івр. מרדכי גלדמן)              | Двора Дімант (івр. דבורה דימנט) Емануель Еткес (івр. עמנואל אטקס)                                       |
| 2011 | не присуджувалася                                                                                                   | не присуджувалася                                                                                       |
| 2012 | Дан Беная Сері (івр. דן בניה סרי) Датія Бен-Дор (івр. דתיה בן-דור) Шарон Ас (івр. שרון אס)                          | Йосеф Ягалом (івр. יוסף יהלום) Хананель Мак (івр. חננאל מאק)                                            |
| 2013 | не присуджувалася                                                                                                   | не присуджувалася                                                                                       |
| 2014 | Ерез Бітон (івр. ארז ביטון) Хедва Гарехаві (івр. חדוה הרכבי) Тамі Шем-Тов (івр. תמי שם-טוב)                         | Узі Шавіт (івр. עוזי שביט) Агарон Демський (івр. אהרן דמסקי)                                            |
| 2018 | Самі Бардуґо (івр. סמי ברדוגו) Шогам Сміт (івр. שהם סמיט) Агарон Шабтай (івр. אהרן שבתאי)                           | Хаґґай Бен-Шаммай (івр. חגי בן-שמאי) Нілі Шупак (івр. נילי שופק)                                        |